# Samuel Benedict
Samuel Benedict (ur. 1792, zm. 1854) – liberyjski prawnik i polityk.
Był niewolnikiem urodzonym w Georgii w Stanach Zjednoczonych. Wykupił się; przybył do Liberii w 1835 roku na statku "Indiana". Przewodniczył Liberyjskiej Konwencji Konstytucyjnej i był jednym z sygnatariuszy liberyjskiej Deklaracji Niepodległości z lipca 1847 roku. Wcześniej pełnił funkcję sędziego Sądu Najwyższego oraz działał jako kupiec. Kandydował, z ramienia Partii Anty-administracyjnej (ang. Anti-Administration Party), w wyborach prezydenckich z 1847 roku, lecz przegrał z Josephem Jenkinsem Robertsem. Po przegranej powrócił do Sądu Najwyższego, tym razem jako jego prezes; zmarł w 1854 roku.